# جاك أربور
جاك أربور هو لاعب هوكي الجليد كندي، ولد في 7 مارس 1899 في تاي في كندا، وتوفي في 24 سبتمبر 1973.

## وصلات خارجية
- جاك أربور على موقع دوري الهوكي الوطني (الإنجليزية)
- جاك أربور على موقع قاعة مشاهير الهوكي (لاعب أن.إتش.أل) (الإنجليزية)
- جاك أربور على موقع EliteProspects.com (الإنجليزية)
- جاك أربور على موقع HockeyDB.com (الإنجليزية)
- جاك أربور على موقع Hockey-Reference.com (الإنجليزية)